# Skandiabanken
Skandiabanken Aktiebolag är en svensk bank och helägt dotterbolag till ömsesidiga försäkringsbolaget Skandia. Banken grundades i juli 1994 och är en av de första svenska nischbankerna.
Under åren har Skandiabanken utvecklats till en internetbank och erbjuder nu alla sina tjänster över internet. Banken har dock ett huvudkontor i Stockholm som endast är öppet för inbokade besök. Skandiabanken har vid ett flertal tillfällen vunnit utmärkelser för sina internettjänster. Sedan juni 2022 är Arvid Krönmark VD för Skandiabanken.